# Troy, Alabama
Troy este un oraș și sediul sediul comitatului Pike din statul Alabama al Statelor Unite ale Americii.